# Křížová

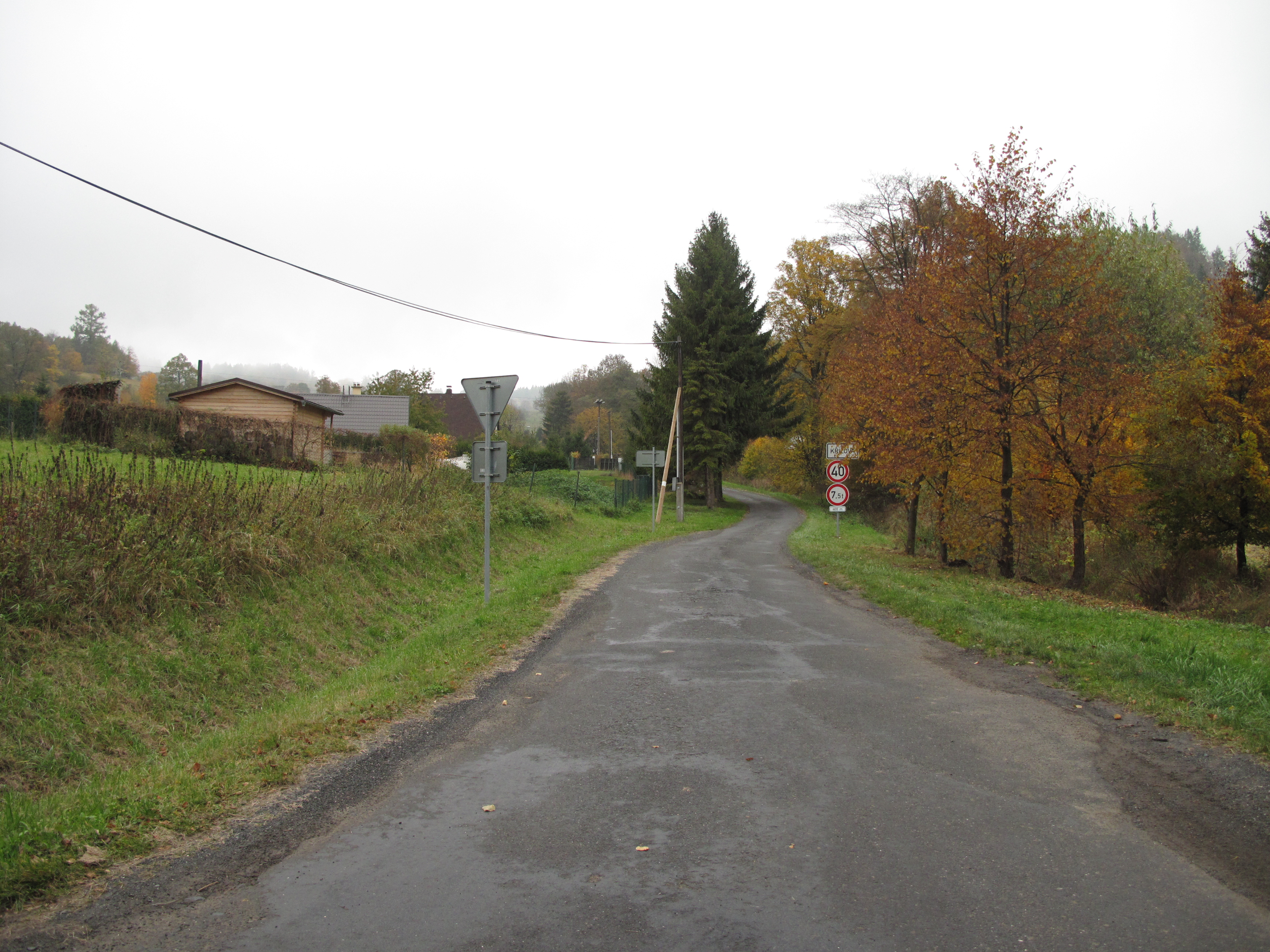
Ortseinfahrt

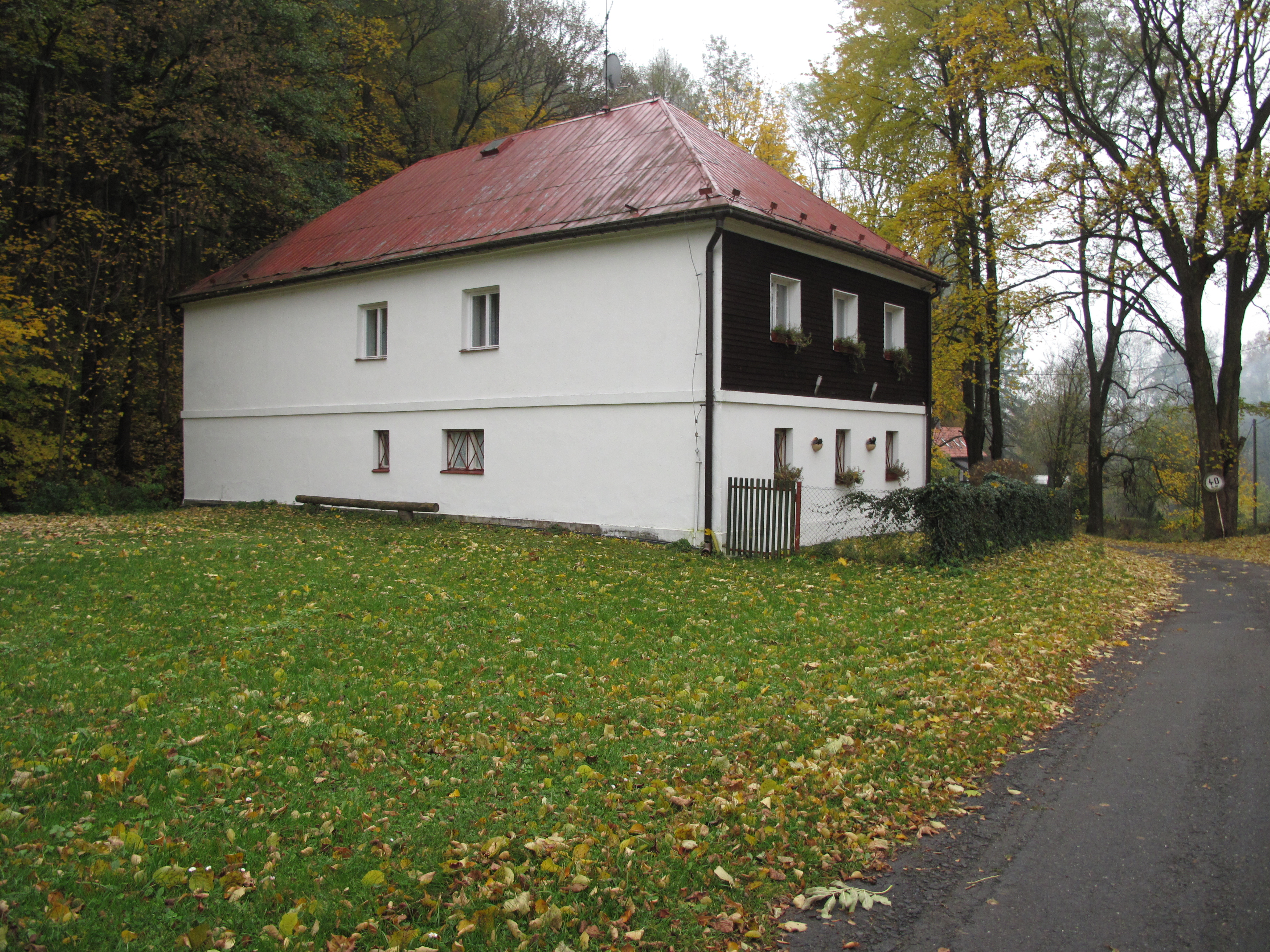
Herberge

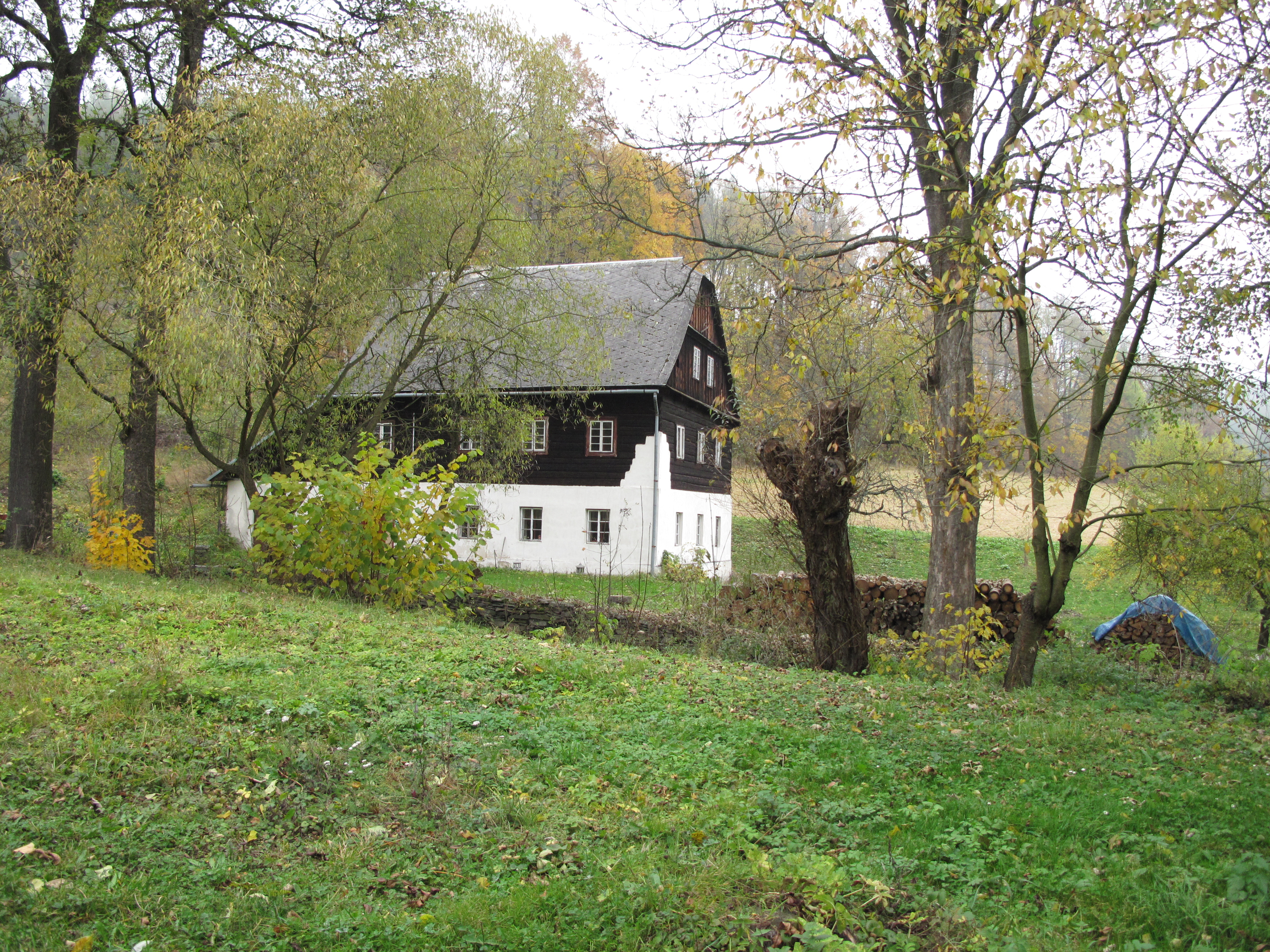
Haus in Volksbauweise

Křížová, bis 1947 Kružberk (deutsch Kreuzberg) ist ein Ortsteil der Gemeinde Hošťálkovy (Gotschdorf) in Tschechien. Er liegt 13 Kilometer nordwestlich von Krnov (Jägerndorf) und gehört zum Okres Bruntál.

## Geographie
Der als Hufendorf angelegte Ort Křížová erstreckt sich auf einer Länge von zweieinhalb Kilometern in einem linken Seitental des Kobylí potok (Kohlbach) in der Brantická vrchovina (Bransdorfer Hügelland). Nördlich erheben sich die Karlova hora (717 m. n.m.) und die Poutní hora (Riemerberg, 708 m. n.m.), im Nordosten die Hraničná (652 m. n.m.), östlich der Rozdíl (Wachstein, 633 m. n.m.) und der Oldřichov (652 m. n.m.), im Südosten die Krejčova hora (Schneiderberg, 641 m. n.m.), südlich der Kotel (Kessel, 680 m. n.m.), im Westen der U Janovce (672 m. n.m.) und die Bedřichova hora (Friedrichsberg, 745 m. n.m.) sowie nordwestlich der Na Kopci (705 m. n.m.).
Nachbarorte sind Česká Ves (Neudörfel) im Norden, Žáry (Oberschaar) im Nordosten, Burkvíz (Burgwiese) und Matyášovy (Matzhof) im Osten, Vraclávek (Klein-Bressel) im Südosten, Kotel (Kessel) und Krasov (Kronsdorf) im Süden, Staré Purkartice (Alt Bürgersdorf) im Südwesten, Dlouhá Ves (Langendorf) im Westen sowie Hutě (Hütte) und Dolní Holčovice (Nieder-Hillersdorf) im Nordwesten.

## Geschichte
Das Dorf Kreuzberg wurde 1592 durch den protestantischen Erbherrn der zum schlesischen Herzogtum Troppau gehörigen Herrschaft Gotschdorf, Johann d. Ä. Skrbenský von Hrzistie (Jan st. Skrbenský z Hříště), der die Herrschaft 1580 von seiner Frau Bohunka Krawarn von Schlewitz (Bohunka Kravařská ze Šlevic) geerbt hatte, gegründet.
Nachdem das Herzogtum Troppau 1614 dem Katholiken Karl von Liechtenstein zugefallen war, begann dieser mit der Rekatholisierung der Bevölkerung. Karl Eusebius von Liechtenstein setzte dies fort, blieb aber damit in der Herrschaft Gotschdorf wenig erfolgreich, da sich die protestantischen Grundherren, Johann Skrbenský und dessen Sohn Christoph Bernhard, diesem Bestreben widersetzten. Die 1670 vom Olmützer Jesuitenkollegium nach Gotschdorf entsandten Missionare Arnold Engel und Johann Pinter stießen auf ständigen passiven Widerstand. Nachdem Engel, der von den Protestanten „Jesu-Wüter“ genannt wurde, mit Hilfe der Jägerndorfer Dragoner die protestantischen Kirchen in Hillersdorf, Gotschdorf und Neudörfl sowie den Hillersdorfer Friedhof beschlagnahmen ließ und an die Katholiken übergab, legten die Dorfgemeinden Langendorf, Hirschberg, Hillersdorf, Kuttelberg, Neudörfl und Kreuzberg am 15. Dezember 1670 Protest ein und verwiesen auf die den Prostestanten 1605 durch den Kirchengründer Jaroslaus Skrbenský erteilten Privilegien. Der Prostest blieb erfolglos, auch dem Grundherrn Christoph Bernhard Skrbenský waren in dieser Sache die Hände gebunden. 1671 setzte das Olmützer Kollegiatstift Andreas von Eka als neuen Administrator für die „Ketzerherde“ in der Pfarrei Neudörfl ein. Er erhielt einen unfreundlichen Empfang und resignierte 1672 wegen Geldmangels.
Die Bevölkerung blieb mehrheitlich evangelisch.
Die Herren Skrbenský hielten die Herrschaft Gotschdorf über zweieinhalb Jahrhunderte; 1831 musste sie Karl Traugott Gabriel Skrbenský wegen Überschuldung an Karl von Strachwitz verkaufen.
Im Jahre 1835 standen in Kreuzberg 46 überwiegend hölzerne Häuser, in denen 345 deutschsprachige Einwohner, davon 250 Protestanten und 95 Katholiken, lebten. Haupterwerbsquelle war die Landwirtschaft. Katholischer Pfarrort war Neudörfl; die Protestanten waren nach Hillersdorf gepfarrt. Die Nutzfläche umfasste 374 Joch Ackerland, 242 Joch Wald, 77 Joch Hutweiden und 37 Joch Wiesen. Nach dem Tode des Karl von Strachwitz ging die Herrschaft 1837 an seinem Schwiegersohn Heinrich von Arco über. Bis zur Mitte des 19. Jahrhunderts blieb Kreuzberg der Herrschaft Gotschdorf untertänig.
Nach der Aufhebung der Patrimonialherrschaften bildete Kreuzberg / Kruzberk ab 1849 mit den Ortsteil Hütte / Hutě eine Gemeinde Gerichtsbezirk Olbersdorf. Ab 1869 gehörte Kreuzberg zum Bezirk Jägerndorf. Zu dieser Zeit hatte das Dorf 296 Einwohner und bestand aus 48 Häusern. Im Jahre 1900 lebten in Kreuzberg 256 Personen, 1910 waren es 216. Nach dem Ende des Ersten Weltkrieges 1918 wurde Kreuzberg Teil der neugegründeten Tschechoslowakei. Beim Zensus von 1921 lebten in den 65 Häusern der Gemeinde Kreuzberg / Kruzberk 236 Deutsche, davon entfielen 201 auf Kreuzberg (55 Häuser) und 35 auf Hütte (10 Häuser). Der tschechische Ortsname wurde 1924 in Kružberk geändert.
Im Jahre 1930 bestand die Gemeinde Kreuzberg aus 74 Häusern und hatte 212 Einwohner, davon 169 in Kreuzberg (63 Häuser) und 43 in Hütte (11 Häuser). 1939 lebten in der Gemeinde 194 Personen.  Nach dem Münchner Abkommen wurde die Gemeinde im Herbst 1938 dem Deutschen Reich zugesprochen und gehörte bis 1945 zum Landkreis Jägerndorf. Nach dem Ende des Zweiten Weltkrieges 1945 kam Kružberk zur Tschechoslowakei zurück. Die deutschsprachige Bevölkerung wurde in dieser Zeit größtenteils vertrieben und das Dorf nur schwach wiederbesiedelt; der Ortsteil Hutě wurde aufgegeben. 1947 erfolgte die Umbenennung des Ortes in Křížová. 1949 erfolgte die Eingemeindung nach Vraclávek. 1950 lebten in den 63 Häusern von Křížová nur noch zwei Personen. Die meisten Häuser des Dorfes blieben unbewohnt und verfielen. In den 1950er Jahren wurden die verlassenen Häuser abgerissen. 1960 wurde Křížová zusammen mit Vraclávek nach Hošťálkovy eingemeindet. Mit Beginn des Jahres 1961 wurde das Dorf in den Okres Bruntál umgegliedert. Im Jahre 1970 hatte Křížová 10 Einwohner. 1991 war das Dorf unbewohnt. Beim Zensus von 2011 lebten in den vier Wohnhäusern von Křížová 20 Personen.

## Ortsgliederung
Zu Křížová gehört die Wüstung Hutě (Hütte). Der Ortsteil bildet den Katastralbezirk Křížová ve Slezsku.